# Sparbanken Östergötland
Sparbanken Östergötland var en sparbank i Östergötland 1970-1982. Huvudkontoret låg i Linköping.
Banken bilades 1970 genom en sammanslagning av Linköping-Skänninge sparbank, Norrköpings sparbank, Vifolka sparbank, Aska-Bobergs sparbank, Motala-Ortens sparbank, Regna sparbank, Skärkinds sparbank, Sparbanken i Söderköping, Valkebo sparbank, Wikbolands sparbank och  Västra Ny sparbank. Deras samlade historia sträckte sig tillbaka till grundandet av Norrköpings sparbank 1824.
Vid bildandet var sparbanken den tredje största i landet (enbart Länssparbanken Göteborg och Stockholms sparbank hade större omslutning).
1975 uppgick även Hällestads sparbank i Sparbanken Östergötland.
1982 gick i banken ihop med DBV:s sparbank i Visby, varpå namnet ändrades till Sparbanken Gothia. 1986 uppgick banken i Sparbanken Alfa, som i sin tur skulle gå upp i Sparbanken Sverige (1992) och Föreningssparbanken (1997).

## Källhänvisningar
1. ↑  Sparbankerna 1970, Statistiska centralbyrån 1971
2. ↑  Sparbankerna 1975, Statistiska centralbryån, 1976